# Bruno D'Agostino
Bruno D'Agostino est un universitaire qui a publié sur les Étrusques

## Ouvrages
- Gli etrusci, 2003
- Il Mare, La Morte, L'amore: Gli Etruschi, I Greci E L'immagine, 1999
- Euboica: L'Eubea E La Presenza Euboica in Calcidica E in Occidente Atti Del Convegno Internazionale Di Napoli, 13-16 novembre 1996, 1998
- Maschile/femminile: Genere E Ruoli Nelle Culture Antiche, 1993
- Grecs et « indigènes » sur la côte tyrrhénienne au VIIe siècle : la transmission des idéologies entre élites sociales,
- Tombe della prima età del ferro a S. Marzano sul Sarno,
- Arenosola (commune d'Eboli, province de Salerne)
- Greece, 1974

## Articles
- « L'immagine della cità attraverso le necropoli » in Spina e il delta padano: riflessioni sul catalogo e sulla mostra ferrarese par Fernando Rebecchi, 1998
- « Italy » in Approaches to the archaeological heritage: a comparative study of world par Henry Cleere, 1984